# Александар Јањушкин
Александар Јањушкин (енгл. Alexander Yanyushkin; 30. октобра 1982) професионални је руски рагбиста и репрезентативац, који тренутно игра за руског прволигаша ВВА Подмосковље сараценсе. Може играти и на позицији демија и отварача, јер је добар шутер. За репрезентацију Русије одиграо је 58 мечева и постигао 9 есеја, од тога 1 на светском првенству 2011. Играо је и за рагби 7 репрезентацију Русије.